# ゾントハイム・アン・デア・ブレンツ
ゾントハイム・アン・デア・ブレンツ (ドイツ語: Sontheim an der Brenz) は、ドイツ連邦共和国バーデン＝ヴュルテンベルク州ハイデンハイム郡に属す町村（以下、本項では便宜上「町」と記述する）である。この町はオストヴュルテンベルク地方に含まれる。

## 地理

### 位置
ゾントハイム・アン・デア・ブレンツは、シュヴェービシェ・アルプからドナウタールへの移行部に位置している。町域内をブレンツ川が流れ、町域外わずか数kmでドナウ川に合流する。ゾントハイムは、シュヴェービシェス・ドナウモース（湿地）の北端にあたる。

### 隣接する市町村
ゾントハイムは、北はヘルマリンゲンおよびギンゲン・アン・デア・ブレンツ、西はニーダーシュトッツィンゲン（以上、いずれもハイデンハイム郡）、南と東はバイエルン州ディリンゲン・アン・デア・ドナウ郡のベヒンゲン・アン・デア・ブレンツおよびメトリンゲンと境を接している。

### 自治体の構成
自治体ゾントハイム・アン・デア・ブレンツには、かつて独立した町村で現在はオルツタイル（地区）となっているゾントハイム・アン・デア・ブレンツ、ベルゲンヴァイラー、ブレンツが含まれる。ベルゲンヴァイラーとブレンツはバーデン＝ヴュルテンベルク州の自治体法で規定されるヴォーンベツィルク（居住管区）を形成している。

### 土地利用
| 用途                 | 面積 (ha) | 占有率 (%) |
| -------------------- | --------- | ---------- |
| 森林                 | 675       | 23.3       |
| 農業用地             | 1,749     | 60.5       |
| 水域                 | 28        | 1.0        |
| レクリエーション用地 | 14        | 0.5        |
| 住宅地、空き地       | 154       | 5.3        |
| 工業・産業用地       | 43        | 1.5        |
| 交通用地             | 176       | 6.1        |
| その他               | 53        | 1.8        |
| 合計                 | 2,892     | 100.0      |

データは、バーデン＝ヴュルテンベルク州統計局の2023年現在の値による。

### 保護区
町域の北部にローヴェンスブルク自然保護区がある。また、町内には3つの景観保護区がある。
ゾントハイムは、ゲンゲナー・アルプおよびエーゼルブルガー・タール保全特別区とドナウモース保全特別区の一部であり、ドナウリート鳥類保護区の一部でもある。

## 歴史

### 古代
現在町域に遺る集落跡は、紀元前5000年頃のものであることが証明されている。
ローマ時代（2世紀から3世紀）のゾントハイムは街道の交差点で、広い休憩所と小さな神殿があったことが1990年代の発掘で判明した。この集落はギュンツブルク (ラテン語: Guntia) からハイデンハイム (ラテン語: Aquileia) への街道と、カストラ・ウアシュプリング（ラテン語: Ad Lunam、現在のローンゼーにあった軍の駐屯地）からレーゲンスブルク (ラテン語: Castra Regina) への街道が交差する地点であった。2002年に後者の街道から、カラカラ帝が建立したファイミンゲン（ラテン語: Phoebiana、現在はラウインゲンの市区）と記されたほぼ完全なマイルストーンが2つに折れた形で発見された。

### 中世
アレマン人の下、ゾントハイムはすでに比較的大きな集落となっていた。多くの列状墓地の遺跡がこれを証明している。特に有名なのが、7世紀のキリスト教の布教を示すジルバーブレヒクロイツ（現在はシュトゥットガルト州立博物館収蔵）の発見である。その後もっと南に建設されたアレマン人の集落（800年頃）から現在の町が造られた。かつてゾントハイムの教会がブレンツの教区に属していたことや地名（Sontheim は Süd-heim であり、「南の家」を意味する）から、北に位置するブレンツ集落からゾントハイムが派生したことが強く示唆される。
ゾントハイムは1002年にローマ＝ドイツ王ハインリヒ2世が訪れた際に初めて文献に記述されている。ここではゾントハイムがシュタウフェン街道沿いにあることが説明されている。中世後期にはゾントハイムに下級貴族が存在していた。この貴族家はこの町にちなんだ名で呼ばれていたが、15世紀半ば以降その痕跡は全て失われた。領主権はヘルフェンシュタイン伯に移った。1448年にヴュルテンベルク伯がこれを獲得したが、すぐにバイエルン領となった。1504年にゾントハイムを含むハイデンハイム領が再びヴュルテンベルクに併合された。

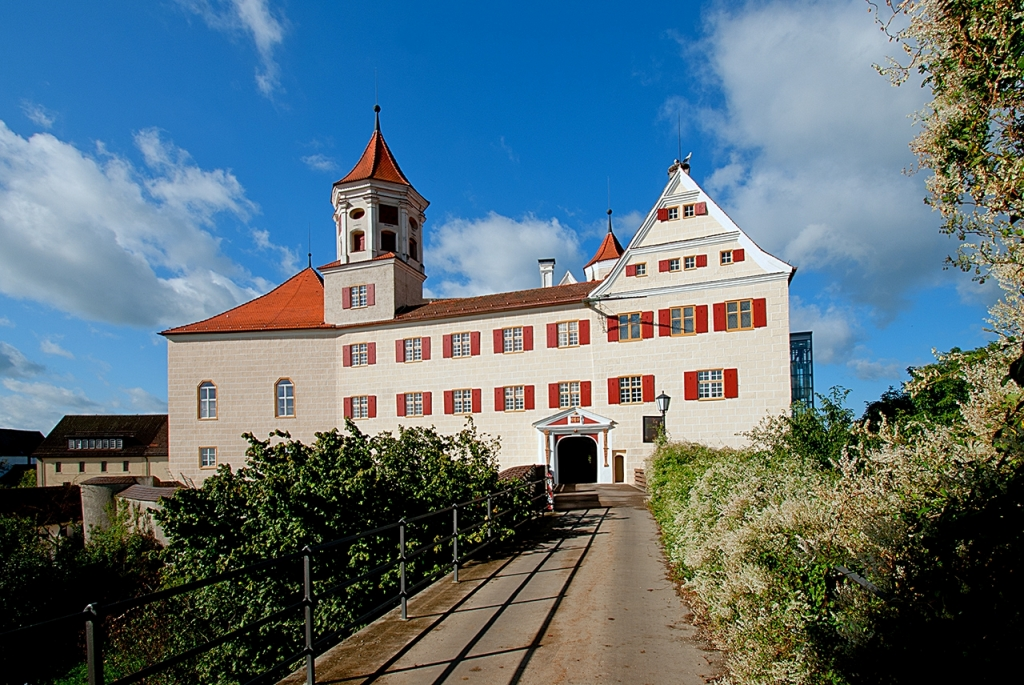
ブレンツ城

### 近世以降
シュマルカルデン戦争の間、1546年10月に皇帝カール5世がゾントハイムに宿営した。
ヴュルテンベルク公国は1558年からゾントハイムで宗教改革を遂行し、カトリックであったブレンツの聖母教会は廃止された。これ以後この街は福音主義が主流となった。三十年戦争はゾントハイムにも大きな被害をもたらした。特に1620年のバイエルンによる侵攻は苛烈であった。18世紀の初めにゲオルクス教会が現在の姿になった。
1704年、ヘーヒシュテットの戦いの前にフランス軍は、ゾントハイムを指令本部として利用した。
1791年、ゾントハイムの町議会は、南に位置し長い歴史を持つ開墾農場シュヴァルツェンヴァングをシュタイン・ツー・ニーダーシュトッツィンゲン男爵から買い取り、町はその版図を大きく拡げた。
ゾントハイムは、アルトヴュルテンベルクのアムト・ハイデンハイムに属し、1806年に成立したヴュルテンベルク王国の行政機構においても引き続きオーバーアムト・ハイデンハイムに属し続けた。
特に19世紀の人口爆発によってこの町は、長く伸びた街道の町に発展していった。
ナチ時代のヴュルテンベルクの行政改革に伴い、ゾントハイムは1938年にハイデンハイム郡の一部となった。第二次世界大戦後この町はアメリカ占領地域の一部となり、新設されたヴュルテンベルク＝バーデン州に属すこととなった。この州は1952年に現在のバーデン＝ヴュルテンベルク州に再編された。
ゾントハイムは現在、ブレンツタールで最も大きな町（市を除く）である。

### 市町村合併
- 1972年3月1日: ベルゲンヴァイラー[7]
- 1974年1月1日: ブレンツ[8]

## 住民

### 人口推移
各時点における町域内の人口（この町を主たる居住地とする人口）を以下に示す。数値は推定値、人口調査結果 (1)、バーデン＝ヴュルテンベルク州統計局の公的研究結果に基づく。
| 時点            | 人口（人） |
| --------------- | ---------- |
| 1871年12月01日1 | 2,590      |
| 1880年12月01日1 | 2,607      |
| 1890年12月01日1 | 2,587      |
| 1900年12月01日1 | 2,406      |
| 1910年12月01日1 | 2,562      |
| 1925年06月16日1 | 2,747      |
| 1933年06月16日1 | 2,726      |
| 1939年05月17日1 | 2,631      |
| 1950年09月13日1 | 3,806      |
| 1961年06月06日1 | 4,413      |

| 時点            | 人口（人） |
| --------------- | ---------- |
| 1970年05月27日1 | 5,032      |
| 1980年12月31日  | 5,061      |
| 1987年05月25日1 | 5,251      |
| 1990年12月31日  | 5,512      |
| 1995年12月31日  | 5,702      |
| 2000年12月31日  | 5,694      |
| 2005年12月31日  | 5,646      |
| 2010年12月31日  | 5,525      |
| 2015年12月31日  | 5,412      |
| 2020年12月31日  | 5,636      |

## 行政

### 議会
ゾントハイム・アン・デア・ブレンツでは、市議会議員は Unechte Teilortswahl と呼ばれる選挙方式で選出される。この選挙方式では超過議席が生じるため、議席数は選挙結果ごとに異なる。2024年の選挙では19人の議員（2019年の選挙でも19人であった）が選出された。議会はこれらの名誉職の議員と議長を務める市長で構成される。市長は議会における投票権を有している。

### 首長

ゾントハイム・アン・デア・ブレンツの幟旗

第二次世界大戦後の町長を列記する。
- ヤーコプ・ヘフェレ（1948年 - 1954年）1913年から1933年にも町長を務めていた。
- ヘルマン・エーバーハルト（1954年 - 1990年）
- ペーター・ヴェルシュ（1990年 - 2006年）
- マティアス・クラウト（2006年 - 2022年）
- トビアス・リーフ（2022年 - ）

トビアス・リーフ (SPD) は、2022年6月初めから町長を務めている。彼は2022年3月20日に 63.4 % の支持票を獲得して町長に選出された。前任者のマティアス・クラウトはこの選挙に立候補しなかった。

### 紋章
図柄: 銀地（白地）に、2本の斜めに交差した上向きの赤い鷲の脚。
解説: シュトゥットガルト分所館長の提案にしたがってゾントハイム・アン・デア・ブレンツの町政当局は1930年に、かつての地元貴族ゾントハイム家（またはズントハイム家とも呼ばれる）の紋章を採用した。これは15世紀後期の聖ガレン修道院長ウルリヒの紋章台帳に記録されていたものであった。

### 姉妹自治体
ゾントハイム・アン・デア・ブレンツは以下の自治体と姉妹関係にある。
- サン＝バレリ＝アン＝コー（フランス語版、英語版）（フランス、セーヌ＝マリティーム県）[12]

ベルクヴァイラー地区はオーストリア、ニーダーエスターライヒ州の市場町ツェレルンドルフのヴァッツェルスドルフ地区と姉妹地区となっている。この地区交流は、1981年から両地区の消防団によって始まり、消防団以外も定期的に活発な相互訪問を行っている。

## 文化と見どころ

### クラブ・団体
シュヴェービシェ・アルプ協会ゾントハイム支部は、1999年にアイヒェンドルフ章を授与された。
スポーツ分野には2つの大きなクラブがある。FVゾントハイム（サッカー、体操、スキー）と TVブレンツ（ハンドボール、体操、ボクシング）がそれである。この他にゾントハイムでは、SKゾントハイムによりチェスが活発に行われている。ゾントハイムとブレンツにはそれぞれ自前の射撃場を有する射撃団が存在する。テニスクラブ・ゾントハイムは活発なテニス競技を提供している。乗馬・騎馬クラブは独自の厩舎、屋内競技場、屋外競技場を有している。
音楽クラブ「ハルモニー」ゾントハイム/ブレンツ e.V. と2つの合唱クラブゼンガー＝アイントラハト・ゾントハイム 1889 e.V. およびゼンガーアイントラハト・ベルゲンヴァイラー 1889 e.V. が文化的機会を提供している。
地元企業は商業・産業協会を組織している。
トルコ出身のガストアルバイターの家族がトルコ＝イスラム文化協会ゾントハイムを設立している。
2010年からゾントハイム/ブレンツ習俗および技術専門協会 e.V.（略称 IGS）は、この町に大きな足跡を残した過去の農作業など様々な分野の習俗を保存することに専念している。この協会のもう一つの要素が、かつてゾントハイムには2つの路線があった鉄道との関係である。この協会は2019年から自らのホール内に周回の庭園鉄道（5両、400 m）を設け、夏季には定期的に5両編成の車両を走らせている。

## 経済と社会資本
ゾントハイムには2,000人以上の職場がある。

### 交通
ゾントハイムは、13 km 離れた連邦アウトバーン7号線（フレンスブルク - フュッセン）のニーダーシュトッツィンゲン・インターチェンジを介して全国的な道路網に接続している。州道、郡道が近隣市町村とを結んでいる。
鉄道アーレン - ウルム線が町内を通っており、ゾントハイム地区とベルゲンヴァイラー地区に駅がある。1911年から1959年までは、ゾントハイムでアーレン - ウルム線から分岐してグンデルフィンゲンに向かう支線があった。
バーデン＝ヴュルテンベルク自転車網のルートがランゲナウを経由してウルムへ、ギンゲンを経由してハイデンハイムへ伸びている。さらにグンデルフィンゲン・アン・デア・ドナウへ向かうルートもある。
町内を広域自転車道のヴュルテンベルク・テーラー自転車道が通っている。この自転車道は、クライルスハイムからゾントハイムを経由してウルムへ、ゲッピンゲンを経由してシュヴェービッシュ・グミュントへ伸びている。

レームのゾントハイム工場

### 地元企業
この町で最大の雇用主が、締め付け工具製造業者のレーム GmbH で、約870人が働いている。この企業の成功が第二次世界大戦後のゾントハイム発展に決定的な影響を与えた。また、町内の産業地区には数多くの中小企業が立地している。

### 教育機関
この町には 500人以上の生徒が学ぶ基礎課程・実科学校ゾントハイマー・シューレがある。ブレンツ地区には基礎課程学校があったが、2020年現在ゾントハイム基礎課程学校に統合されている。
幼稚園は、ゾントハイム地区にキンダーハウス・イン・デア・アウとフランシスコ会幼稚園、ブレンツ地区にブレンツァー・キンダーネスト、ベルゲンヴァイラー地区に幼稚園「プステブルーメ」がある。

### レジャー施設とスポーツ施設
ゾントハイム・アン・デア・ブレンツ町営ホールで2011年11月26日から27日にマーク・ラングにより46人のチェスプレイヤーによる同時目隠しチェスが開催され、世界記録が樹立された。
町営ホールの他に、ヘルマン＝エーバーハルト＝ハレがあり、学校スポーツ、様々なスポーツイベントや TVブレンツのハンドボールチームのホームゲームなどが開催されている。TVブレンツは、ブレンツ地区に公共のスポーツグラウンドを持つ自前の体育館も有している。
「ヒューレンベルク」には FVゾントハイム、テニスクラブ・ゾントハイム、乗馬・騎馬クラブのスポーツ施設がある。

## 人物

### 出身者
- アンドレアス・アルトハーマー（ドイツ語版、英語版）（1500年頃 - 1539年）人文主義者、宗教改革家。

## 関連図書
- Christoph Friedrich von Stälin, ed (1844). “Gemeinde Sontheim an der Brenz”. Beschreibung des Oberamts Heidenheim. Die Württembergischen Oberamtsbeschreibungen 1824–1886. Band 19. Stuttgart / Tübingen. pp. 275–281
- Michael Nick; Gabriele Seitz (2005). “Sontheim”. Reallexikon der Germanischen Altertumskunde (RGA). 29 (2 ed.). Berlin / New York: Walter de Gruyter. pp. 246–249. ISBN 978-3-11-018360-3